# Initiative populaire « pour la mère et l'enfant - pour la protection de l'enfant à naître et pour l'aide à sa mère dans la détresse »
L'initiative populaire « pour la mère et l'enfant - pour la protection de l'enfant à naître et pour l'aide à sa mère dans la détresse » est une initiative populaire suisse, rejetée par le peuple et les cantons le 2 juin 2002.

## Contenu
L'initiative demande d'ajouter un article 4bis à la Constitution fédérale spécifiant que l'avortement est interdit « à moins que la continuation de la grossesse ne mette la vie de la mère en danger ». L'initiative prévoit également une suppression de toutes les dispositions du Code pénal suisse qui prévoient l'interruption non punissable de la grossesse.
Le texte complet de l'initiative peut être consulté sur le site de la Chancellerie fédérale.

## Déroulement

### Contexte historique
En Suisse, l'avortement est interdit et considéré alors comme un délit selon les articles 118 à 121 du code pénal. Ces articles avant d'entrer en vigueur au 1er janvier 1942, ont fait l'objet de nombreuses divergences et sont le fruit d'âpres négociations ; en particulier, l'unique exception « en vue d'écarter un danger impossible à détourner autrement et menaçant la vie de la mère ou menaçant sérieusement sa santé d'une atteinte grave et permanente » est critiquée à la fois comme étant insuffisante et comme étant trop permissive.
Le 1er décembre 1971 une initiative « concernant la décriminalisation de l'avortement » est déposée à la Chancellerie fédérale pour demander une dépénalisation totale pour l'interruption de grossesse. De nombreuses réactions politiques vont alors se produire dans le pays, dont une initiative du canton de Neuchâtel demandant d'abroger les articles du Code pénal sur l'avortement et, à l'inverse, une pétition « Oui à la vie - Non à l'avortement » adressée au gouvernement fédéral avec 180 000 signatures et demandant le maintien et le renforcement de l'interdiction de l'avortement.
En parallèle, le Conseil fédéral confie dès septembre 1971 à une commission d'experts la tâche d'examiner cette question ; incapable de trancher, cette commission rend, en 1974 un rapport présentant plusieurs solutions possibles sans en recommander une en particulier. Le gouvernement présente alors au parlement, comme contre-projet indirect à l'initiative, une proposition de loi adoucissant les peines liées à l'avortement et prévoyant certains cas (médicaux, sociaux, éthiques ou eugéniques) dans lesquels une interruption de grossesse est tolérée.
Les deux chambres du parlement vont, dans les deux années suivantes, s'opposer sur la manière de régler spécifiquement l'interruption non punissable de la grossesse. Alors que le projet de loi fait plusieurs va-et-vient entre le Conseil national et le Conseil des États, une nouvelle initiative est lancée pour autoriser l'avortement pendant les 12 premières semaines de grossesse ; cette nouvelle initiative, une fois validée par la Chancellerie, va pousser les initiants de la première à retirer leur texte en faveur de cette proposition. Malgré ce soutien, l'initiative pour le délai est refusée en votation populaire le 25 septembre 1977. Une nouvelle initiative appelée « Droit à la vie » connaît le même sort le 9 juin 1985.
À la suite de ce refus, les travaux fédéraux concernant la loi sur la protection de la grossesse se poursuivent au parlement. C'est finalement le 24 juin 1977 que cette loi est finalisée ; si elle continue à considérer l'avortement comme un délit, elle prévoit également plusieurs exceptions dans le domaine médical, social, juridique (si la grossesse est le fruit d'un acte contraint) ou en cas de lésions de l'enfant. Soumise au référendum, cette loi est rejetée en votation publique le 28 mai 1978.
Alors que de fait, entre 1980 et 1998, seules 5 condamnations pénales sont prononcées dans le pays pour l’interruption de grossesse non autorisée, la commission des affaires juridiques du Conseil national publie un premier rapport en vue d'une modification de la loi en faveur d'un délai de 12 semaines où l'avortement serait autorisé. Cette initiative est lancée en réaction à ce rapport.

### Récolte des signatures et dépôt de l'initiative
La récolte des 100 000 signatures nécessaires débute le 2 juin 1998. Le 19 novembre de l'année suivante, l'initiative est déposée à la Chancellerie fédérale, qui constate son aboutissement le 18 janvier 2000.

### Discussions et recommandations des autorités
Le Conseil fédéral et le Parlement  recommandent tous deux le rejet de l'initiative. Dans son message adressé à l'Assemblée fédérale, le gouvernement relève le principe, exposé par l'initiative, selon lequel les cantons doivent fournir une aide à la mère dans la détresse, tout en rappelant que cette tâche leur incombe déjà en vertu de la loi fédérale sur les centres
de consultation en matière de grossesse. Outre ce point, le gouvernement rejette cette proposition qui « constituerait cependant un pas en arrière par rapport au droit en vigueur », en ignorant les changements sociaux et économiques survenus entre 1970 et 2000, en particulier sur la position de la femme dans la société. Il s'oppose également à l'obligation, imposée par l'initiative, faite à une femme victime d'un viol de mener sa grossesse à terme.
Les recommandations de vote des partis politiques sont les suivantes : 
| Parti politique              | Recommandation |
| ---------------------------- | -------------- |
| Parti chrétien-conservateur  | oui            |
| Parti chrétien-social        | non            |
| Parti démocrate-chrétien     | non            |
| Parti libéral                | non            |
| Parti de la liberté          | oui            |
| Parti radical-démocratique   | non            |
| Parti socialiste             | non            |
| Parti suisse du travail      | non            |
| Union démocratique du centre | non            |
| Union démocratique fédérale  | oui            |
| Les Verts                    | non            |

### Votation
Soumise à votation le 2 juin 2002, l'initiative est refusée par la totalité des 20 6/2 cantons et par 81,8 % des suffrages exprimés. Le tableau ci-dessous détaille les résultats par canton :

## Effets
La modification du code pénal dépénalisant l'interruption de grossesse pendant les 12 premières semaines en cas de détresse de la femme enceinte est adoptée le même jour de votation par 72,2 % des votants.